# Törpe kutyacápa
A törpe kutyacápa (Etmopterus perryi) a porcos halak osztályának tüskéscápa-alakúak rendjébe és a lámpáscápafélék (Etmopteridae) családjába tartozó faj. Ez a faj világ egyik legkisebb cápája.

## Rendszerezése
A fajt Stewart Springer és George H. Burgess írták le 1985-ben.

## Előfordulása
Az Atlanti-óceán középső, nyugati részén, Kolumbia és Venezuela partvidékén honos. A nyílt tengerben 283-439 méter közötti tartományban él.

## Megjelenése
Testhossza 17-20 centiméter, hatalmas szemei vannak. Ez az egyik olyan cápafaj, amelyik képes fényt kibocsátani, neki a hasa világít.

## Életmódja
Apró halakkal és tintahalakkal táplálkozik. A kutatásokat nagyban megnehezíti, hogy kevés példányt sikerült szemrevételezni